# 八木正生
八木 正生（やぎ まさお、1932年11月14日 - 1991年3月4日）は、日本のピアニスト・作曲家・編曲家。東京都新宿区出身。

## 来歴・人物
青山学院高卒業。戦後、築地の「クラブ・リオ」、米軍立川基地などで演奏。武満徹・渡辺貞夫らとともに日本のジャズ創成期に活躍。1960年代から東映の映画音楽をメインに作曲を手がけていたが、1976年の千葉真一主演映画『脱走遊戯』では、自らのベースであるジャズのみで映画音楽を制作した。
あしたのジョーの主題歌の作曲・編曲を担当する。作詞は寺山修司、歌は尾藤イサオ。他にデューク・エイセスの1970年代中盤から作曲・編曲・コンサートの音楽監督としても携わった。サザンオールスターズの楽曲に、編曲家として1980年から1985年の間に参加し、彼らの音楽観にも影響を与えた。

## 作品

### 映画
- 肉体の野獣 (1960)
- トップ屋を殺せ (1960)
- 恋と太陽とギャング (1962)
- 雪之丞変化 (1963)
- 暗黒街の顔役 十一人のギャング (1963)
- ギャング対Gメン 集団金庫破り (1963)
- 親分を倒せ (1963)
- 東京ギャング対香港ギャング (1964)
- ならず者 (1964)
- 日本脱出 (1964)
- 御金蔵破り (1964)
- いれずみ突撃隊 (1964)
- 殺人 MURDER (1964)
- 顔役 (1965)
- 網走番外地 (1965)
- 蝶々雄二の夫婦善哉 (1965)
- 続 網走番外地 (1965)
- 網走番外地 望郷篇 (1965)
- 流れ者仁義 (1965)
- 網走番外地 北海篇 (1965)
- カミカゼ野郎 真昼の決斗 (1966)
- 夜の牝犬 (1966)
- 日本ゼロ地帯 夜を狙え (1966)
- 非行少女ヨーコ (1966)
- 網走番外地 荒野の対決 (1966)
- 空いっぱいの涙 (1966)
- 夜の青春シリーズ 赤い夜行虫 (1966)
- 大悪党作戦(1966)
- 空いっぱいの涙（1966）
- 網走番外地 南国の対決 (1966)
- 可愛いくて凄い女 (1966)
- 地獄の掟に明日はない (1966)
- ボスは俺の拳銃で (1966)
- 神火101 殺しの用心棒 (1966)
- 網走番外地 大雪原の対決 (1966)
- 網走番外地 決斗零下30度 (1967)
- 決着 (1967)
- 日本暗黒史 血の抗争 (1967)
- 網走番外地 悪への挑戦 (1967)
- 柳ケ瀬ブルース (1967)
- 侠骨一代 (1967)
- 任侠魚河岸の石松 (1967)
- 網走番外地 吹雪の斗争 (1967)
- 極道 (1968)
- さらばモスクワ愚連隊 (1968)
- 続決着 (1968)
- 夜の手配師 (1968)
- いれずみ無残 (1968)
- 徳川女系図 (1968)
- 喜劇爬虫類 (1968)
- 産業スパイ (1968)
- 荒野の渡世人 (1968)
- 温泉あんま芸者 (1968)
- わが闘争 (1968)
- 日本ゲリラ時代 (1968)
- 裏切りの暗黒街 (1968)
- (秘)トルコ風呂 (1968)
- 金瓶梅 (1968)
- 徳川女刑罰史 (1968)
- 不良番長 (1968)
- 昭和元禄 TOKYO196X年 (1968)
- 新網走番外地 (1968)
- 残酷・異常・虐待物語 元禄女系図 (1969)
- にっぽん'69 セックス猟奇地帯 (1969)
- 不良番長 猪の鹿お蝶 (1969)
- 日も月も (1969)
- 異常性愛記録 ハレンチ (1969)
- 恋にめざめる頃 (1969)
- 昇り竜 鉄火肌 (1969)
- 徳川いれずみ師 責め地獄(1969)
- 現代やくざ 与太者仁義 (1969)
- 不良番長 練鑑ブルース (1969)
- 温泉ポン引女中 (1969)
- 夜の歌謡シリーズ 港町ブルース (1969)
- 不良番長 送り狼 (1969)
- 賞金稼ぎ (1969)
- 新網走番外地 流人岬の血斗 (1969)
- 夜の歌謡シリーズ 悪党ブルース (1969)
- 明治大正昭和 猟奇女犯罪史 (1969)
- 華麗なる闘い (1969)
- 不良番長 どぶ鼠作戦 (1969)
- 夜の歌謡シリーズ おんな (1969)
- 江戸川乱歩全集 恐怖奇形人間 (1969)
- 新網走番外地 さいはての流れ者 (1969)
- やくざ刑事シリーズ
  - やくざ刑事 (1970)
  - やくざ刑事 マリファナ密売組織 (1970)
  - やくざ刑事 恐怖の毒ガス (1971)
  - やくざ刑事 俺たちに墓はない　(1971)
- 日本女侠伝 真赤な度胸花 (1970)
- 不良番長 王手飛車 (1970)
- 続・いそぎんちゃく (1970)
- 玄海遊侠伝 破れかぶれ (1970)
- 夕陽が呼んだ男 (1970)
- 不良番長 一攫千金 (1970)
- 捨て身のならず者 (1970)
- 舶来仁義 カポネの舎弟 (1970)
- 三匹の牝蜂 (1970)
- 不良番長 出たとこ勝負 (1970)
- 新網走番外地 大森林の決斗 (1970)
- でんきくらげ 可愛い悪魔 (1970)
- 極道兇状旅 (1970)
- 奇妙な仲間 おいろけ道中 (1970)
- 経験 (1970)
- 喜劇 ギャンブル必勝法 (1970)
- コント55号と水前寺清子の大勝負 (1970)
- 新網走番外地 吹雪のはぐれ狼 (1970)
- 不良番長 口から出まかせ (1970)
- 不良番長 やらずぶったくり (1971)
- 新網走番外地 嵐を呼ぶ知床岬 (1971)
- 喜劇 トルコ風呂 王将戦 (1971)
- 新網走番外地 吹雪の大脱走 (1971)
- 不良番長 突撃一番 (1971)
- 不良街 (1972)
- ゾロ目の三兄弟 (1972)
- 不良番長 のら犬機動隊 (1972)
- 新網走番外地 嵐呼ぶダンプ仁義 (1972)
- 不良番長 一網打尽 (1972)
- 恐怖女子高校 女暴力教室 (1972)
- 不良番長 骨までしゃぶれ (1972)
- 女番長 (1973)
- 恐怖女子高校 暴行リンチ教室 (1973)
- 番格ロック (1973)
- 前科おんな 殺し節 (1973)
- 聖獣学園 (1974)
- 女囚やくざ (1974)
- 山口組外伝 九州進攻作戦 (1974)
- 女房を早死にさせる方法 (1974)
- 極道VS不良番長 (1974)
- 日本任侠道 激突篇 (1975)
- 華麗なる追跡 (1975)
- 日本暴力列島 京阪神殺しの軍団 (1975)
- 青い性 (1975)
- 脱走遊戯 (1976)
- 爆発! 750cc族 (1976)
- 恐竜・怪鳥の伝説 (1977)
- ビューティ・ペア 真赤な青春 (1977)
- 先生のつうしんぼ (1977)
- モーニング・ムーンは粗雑に (1981)
- ザ・ショックス 世界の目撃者 (1986)
- 西遊記 (1988)
- 怪盗ジゴマ 音楽篇 (1988)
- 快盗ルビイ (1988)

### 編曲
- 一匹狼（1970年）

### アニメ
- あしたのジョー（1971年、フジテレビ）

### その他
- ゴールデン洋画劇場2代目テーマ（1981年4月 - 1995年9月、フジテレビ）

### CM
- ネスカフェ・ゴールドブレンド - 曲名『めざめ』（伊集加代子のスキャット）